# Balti (dinastia)
I Balti furono una delle due stirpi nobili dei Goti che giunsero, al pari degli Amali, alla dignità regale. Mentre gli Amali divennero re degli Ostrogoti, i Balti con Alarico, divennero re dei Visigoti, misero a sacco Roma nel 410 e fondarono un regno nella Gallia romana che durò un secolo, estendendolo poi alla penisola iberica romana, dove durò circa tre secoli. Il loro nome deriva dal termine gotico balþa (baltha), che significa "audace" e i suoi membri vengono normalmente citati come i Balti, oppure Baltung, o Balthing.
Lo storico inglese Edward Gibbon, nel suo History of the Decline and Fall of the Roman Empire, cita che questa stirpe ha lasciato una traccia nella provincia gota della Settimania nell'appellativo storpiato di Baux; e una branca di questa famiglia la troviamo poi nel regno di Napoli. I signori di Baux, vicino ad Arles, e di 79 cittadine subordinate, furono indipendenti dai conti di Provenza.

## Sovrani della dinastia dei Balti
La dinastia dei Balti espresse, tra il 395 e il 531, i seguenti re dei Visigoti:
- Alarico I 395 – 410
- Ataulfo 410 – 415
- Vallia 415 – 419
- Teodorico I 419 – 451
- Torismondo 451 – 453
- Teodorico II 453 – 466
- Eurico 466 – 485
- Alarico II 485 – 507
- Gesalico 507 – 511
- Amalarico 507 – 531

## Dinastia Betica
Il Diccionario biográfico español, Real Academia de la Historia, sostiene che Atanagildo, re dei Visigoti originario della Betica, discendeva dalla casa dei Balti. Secondo questa interpretazione, la dinastia betica inaugurata dallo stesso Atanagildo – che governò il regno dei Visigoti in concorrenza con altri gruppi dinastici – sarebbe, pertanto, un ramo cadetto dei Balti.
La dinastia betica espresse, tra il 554 e il 687, i seguenti re dei Visigoti:
- Atanagildo, 554 – 567
- Liuva I, 567 – 572
- Leovigildo, 567 – 586 (fratello di Liuva I, i primi anni regnarono congiuntamente)
- Recaredo I, 586 – 601
- Liuva II, 601 – 603
- Sisebuto, 612 – 620
- Recaredo II, 620 – 621
- Suintila, 620 – 631, aveva associato al trono il figlio, Ricimero (? – 631)
- Ervige, 680 – 687